# Paolo Amato
Paolo Amato (* 24. Januar 1634 in Ciminna; † 3. Juli 1714 in Palermo) war ein italienischer Architekt des Barocks auf Sizilien.

## Leben
Paolo Amato war Schüler des Architekten Angelo Italia. In Palermo war er der Hauptarchitekt des Senates in der Zeit ab 1660. Er konzipierte auch die Umzugswagen für das Fest der Heiligen Rosalia, entwarf Marmordekorationen für Kirchen und Paläste und lieferte bildhauerische Entwürfe für unterschiedliche Zwecke. 1732 wurde schließlich seine Abhandlung zu einer neuen Praxis der Perspektive mit eigenen Kupferstichen veröffentlicht.
In Palermo entstanden unter seiner Regie die folgenden Bauwerke:
1681 errichtete er das Foro Italico, ein Musiktheater, das gegen Mitte des 19. Jahrhunderts zerstört wurde. Die von ihm in der zweiten Hälfte des 17. Jahrhunderts errichtete Chiesa San Giuliano mit dem angrenzenden Kloster musste Ende des 19. Jahrhunderts dem Neubau des Teatro Massimo weichen. Als sein Hauptwerk gilt die 1682 begonnene kuppelgekrönte Chiesa del Santissimo Salvatore, die dem römischen Vorbild von  Francesco Borrominis San Carlo alle Quattro Fontane folgt.